# Георгиос Михаил
Георги Михаил (на гръцки: Γεώργιος Μιχαήλ) е зограф от Халкидики, представител на Самаринската школа. Засвидетелстваните му активни години са 1846 - 1869.

## Биография
Роден е в голямото пиндско влашко село Самарина в XIX век. В 1859 година Георгиос Михаил изписва нартекса на църквата „Успение Богородично“ в Десяни, Лариско. Той е автор на стенописите в католикона на манастира „Свети Георги“ в Мироково, Трикалско, от 1869 година. Зографският надпис гласи „διά χειρός των ελαχίστων δούλον του Θεού Αθανασίου και Γεωργίου των εκ της κωμοπόλεως Σαμαρήνης“ (от ръцете на нисшите раби Божи Атанасиос и Георгиос от паланката Самарина). На Георгиос Михаил са стенописите и в църквата „Свети Николай“ в Котори, Трикалско. В същата църква негови са и иконата на Света Богородица от 1846 година и недатираната икона Свети Николай.